# Rhinolophus eloquens
Rhinolophus eloquens (K. Andersen, 1905) è un pipistrello della famiglia dei Rinolofidi diffuso nell'Africa orientale.

## Descrizione

### Dimensioni
Pipistrello di medie dimensioni, con la lunghezza totale tra 88 e 117 mm, la lunghezza dell'avambraccio tra 53 e 63 mm, la lunghezza della coda tra 20 e 45 mm, la lunghezza del piede tra 12 e 14 mm, la lunghezza delle orecchie tra 21 e 38 mm e un peso fino a 40 g.

### Aspetto
La pelliccia è di media lunghezza, soffice e lanuginosa. Le parti dorsali sono marroni chiare, con la base dei peli grigio scura, mentre le parti ventrali sono più chiare. Le orecchie sono relativamente corte. La foglia nasale presenta una lancetta lunga, triangolare, con i bordi leggermente concavi e la punta arrotondata, un processo connettivo grande e con il profilo arrotondato, una sella cosparsa di peli, larga, con i bordi paralleli superiormente e l'estremità arrotondata. La porzione anteriore è di medie proporzioni, copre interamente il muso, ha fogliette laterali e un incavo mediano profondo alla base. Il labbro inferiore ha un solco longitudinale. Le membrane alari sono marroni o bruno-grigiastre, la prima falange del quarto dito è relativamente lunga. La coda è lunga ed inclusa completamente nell'ampio uropatagio. Il primo premolare superiore è piccolo e situato fuori la linea alveolare. 

### Ecolocazione
Emette ultrasuoni ad alto ciclo di lavoro con impulsi a frequenza costante di 35–48 kHz.

## Biologia

### Alimentazione
Si nutre di insetti.

## Distribuzione e habitat
Questa specie è diffusa nell'Africa orientale, dal Sudan del Sud e Somalia meridionali fino alle isole di Pemba e Zanzibar, lungo le coste nord-orientali della Tanzania.
Vive nelle savane semi-aride, boscaglie, arbusteti, foreste montane e boschi di miombo fino a 1.500 metri di altitudine.

## Tassonomia
Sono state riconosciute 2 sottospecie:
- R.e.eloquens: Sudan del Sud, Repubblica Democratica del Congo orientale, Uganda, Ruanda, Kenya, Tanzania settentrionale, isole di Pemba, Zanzibar e Kirue;
- R.e.perauritus (de Beaux, 1922): Somalia meridionale.

## Conservazione
La IUCN Red List, considerato il vasto areale e la popolazione presumibilmente numerosa, classifica R.eloquens come specie a rischio minimo (Least Concern)).